# Sedláčkova stezka

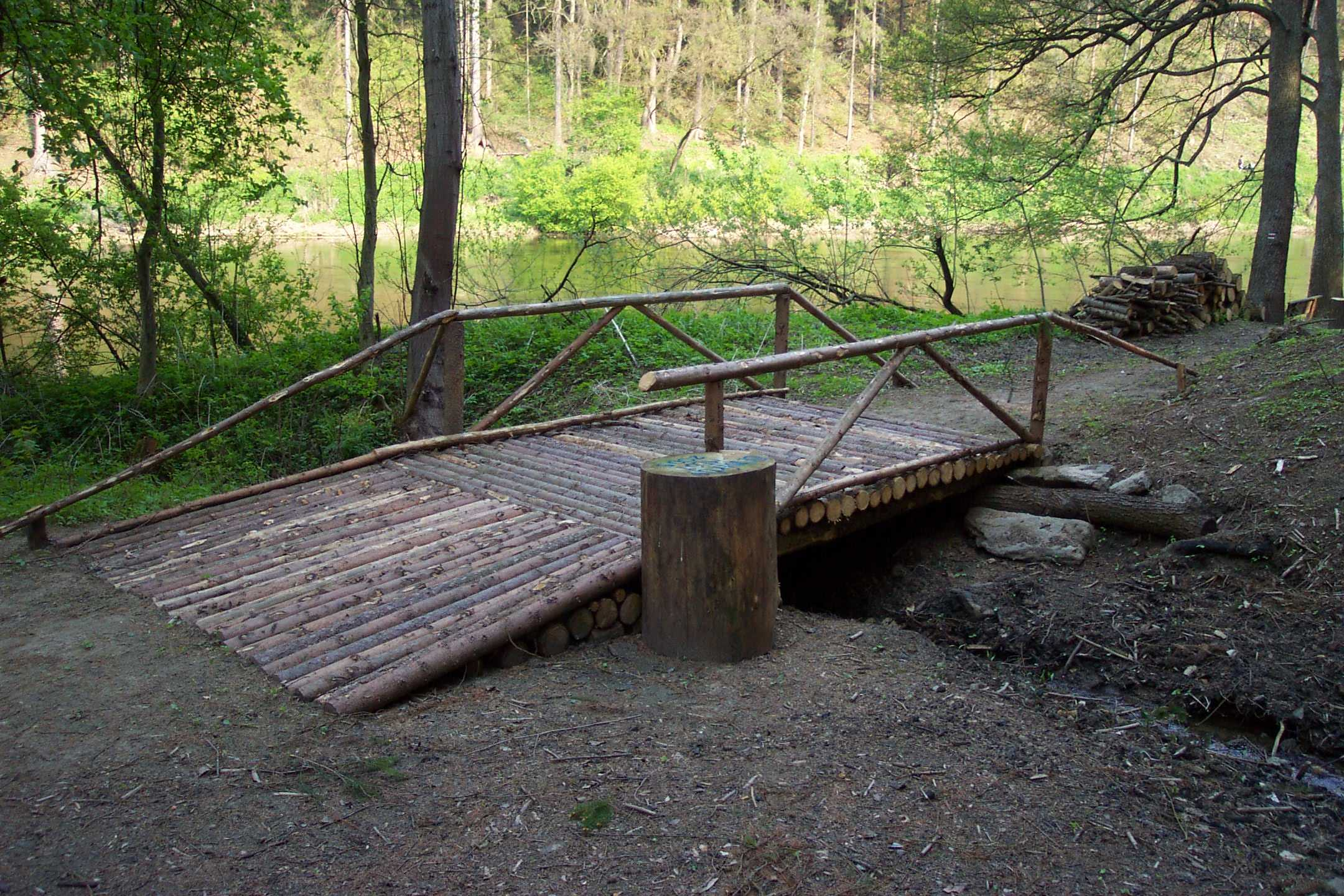
Most na Sedláčkově stezce

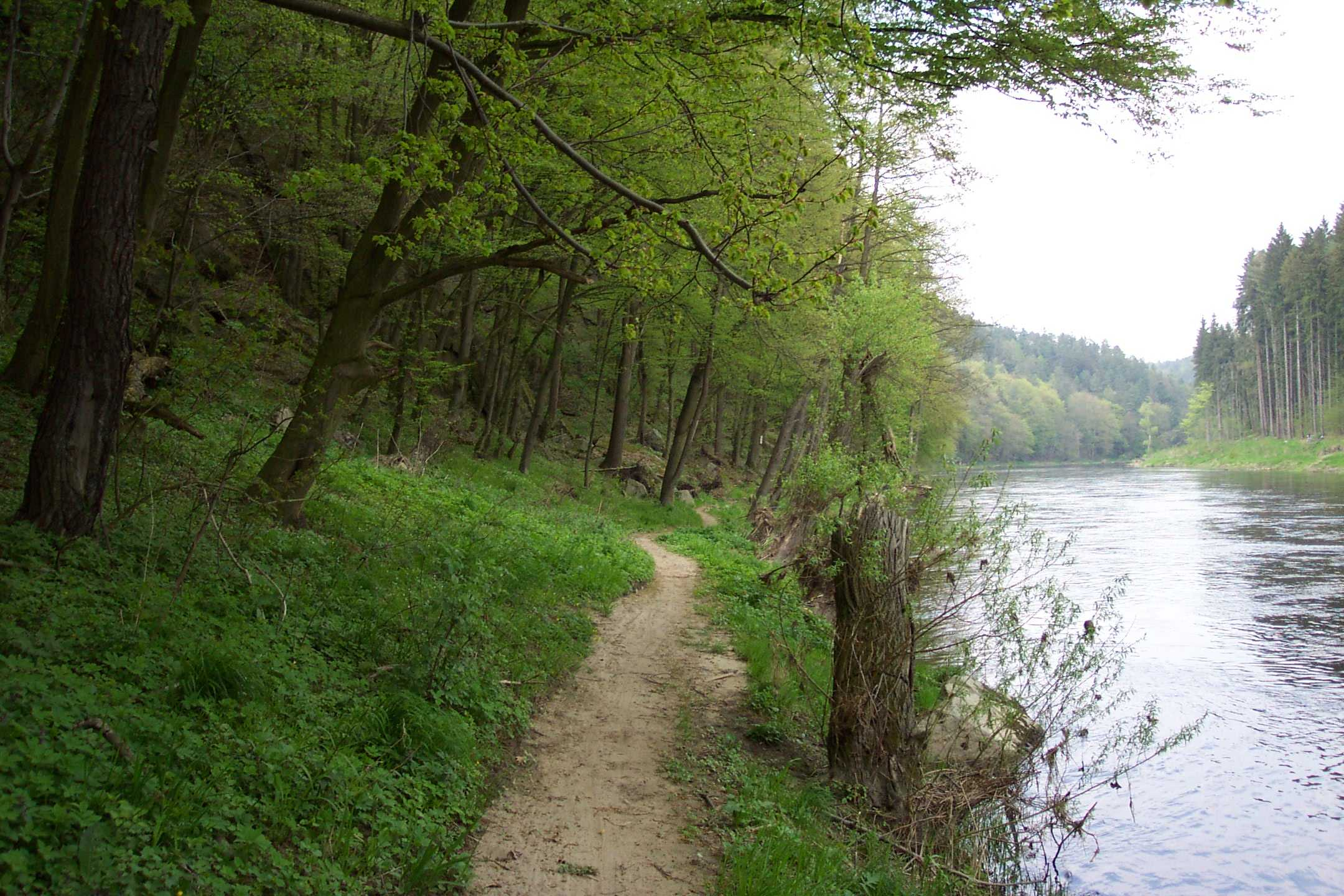
Sedláčkova stezka

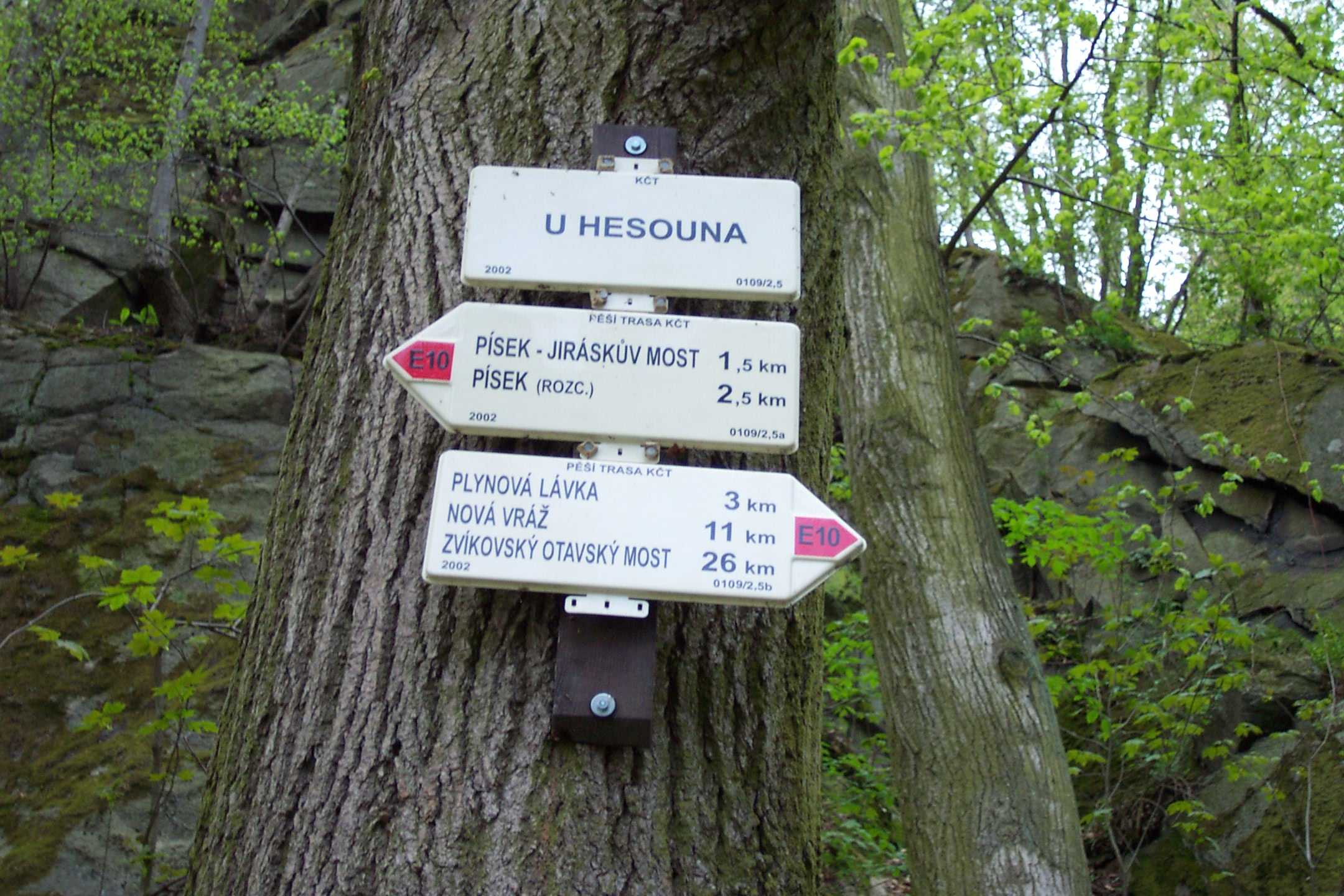
Turistický rozcestník

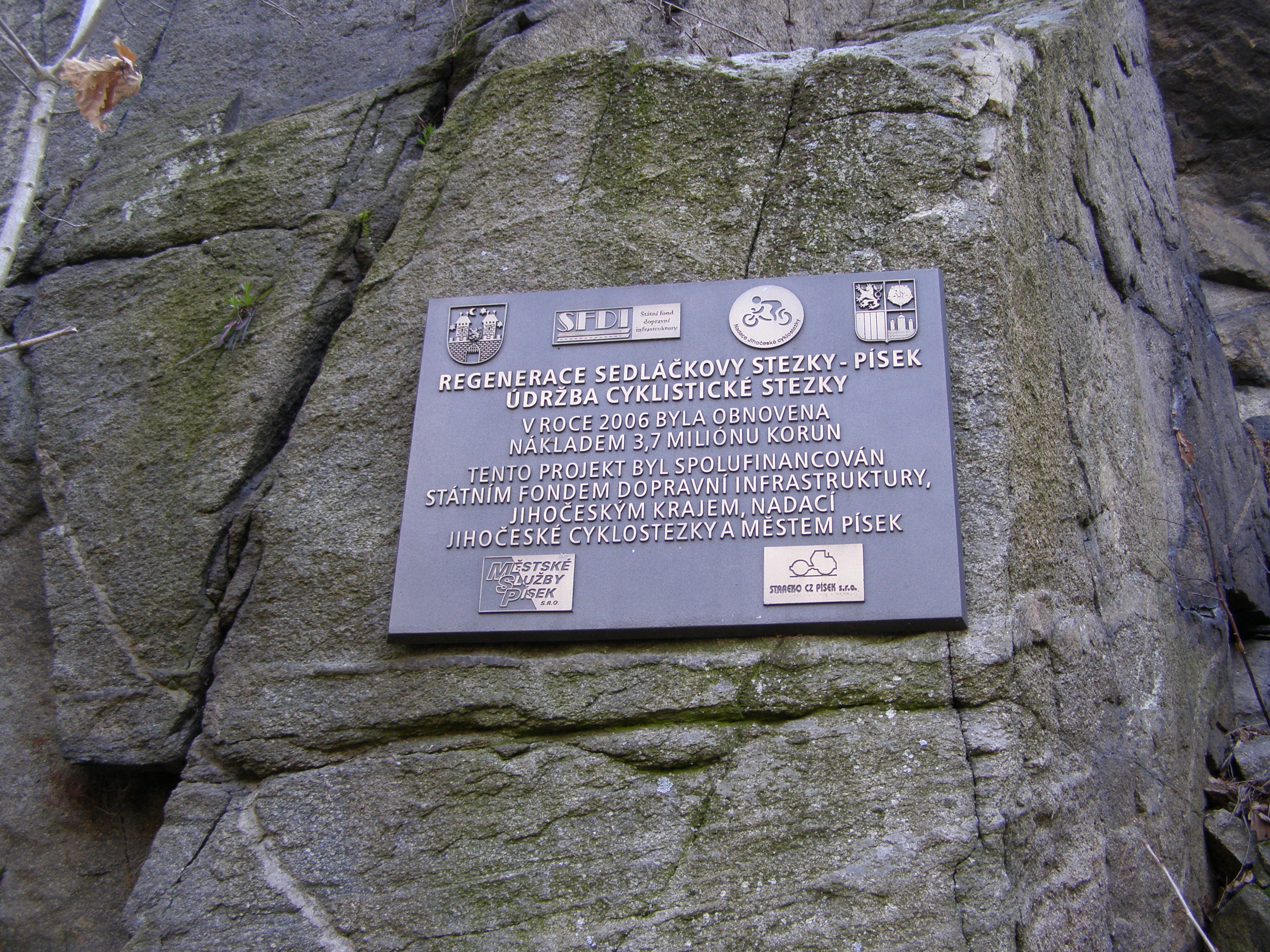
Informační tabule o regeneraci Sedláčkovy stezky

Sedláčkova stezka je turistická cesta vedoucí podél řeky Otavy z Písku až na Zvíkov. Stezka v délce 25 km byla vybudována v letech 1924–1928 a je pojmenována po Augustu Sedláčkovi, profesorovi, historikovi a vášnivému turistovi z přelomu 19. a 20. století. Její severní část je zaplavená Orlickou přehradou, a tak byla stezka přeložena nad údolí. Dnes je většinou její trasy je vedena po levém břehu červená turistická značka, po níž je vedena též evropská dálková trasa E10, v úvodní části je po pravém břehu vedena zelená značka. Od roku 2006 je Sedláčkova stezka v modifikované trase o délce 35 km renovována jako cyklostezka č. 1225 pro smíšený provoz pěších turistů i cyklistů a některé úseky jsou asfaltovány.

## Historie
První návrh stezky z Písku na hrad Zvíkov, který profesor Sedláček považoval za krále českých hradů, se objevil v článku dr. Tlamicha v časopise českých turistů v roce 1917. Písecký odbor Klubu československých turistů slíbil její vybudování u příležitosti 80. narozenin prof. Augusta Sedláčka v roce 1923. Stavbu stezky inicioval a řídil místopředseda píseckého klubu turistů, vrchní stavební rada Ing. Antonín Hnídek. Výstavba byla zahájena 2. října 1924 budováním úseku od Jistce k říčce Lomnici, v roce 1925 pokračovala od Jistky proti proudu k Topělci, tyto první dva úseky stavěla firma Jindřicha Bubly z Horažďovic. Lomnice byla překlenuta provizorní lávkou, kterou vybudoval písecký tesař František Káca, v roce 1935 tuto lávku nahradila železobetonová. Radobytecký stavitel Josef Mráz dobudoval pokračování stezky na Zvíkov. Stezka byla slavnostně otevřena v neděli 20. května 1928 v 11 hodin za účasti asi 500 lidí, včetně turistů z Písku i Prahy, u lávky přes Lomnici, účastníci poté společně došli poslední třetinu stezky na Zvíkov, kde byla akce bohatým programem zakončena. K otevření vyšel podrobný tištěný průvodce od prof. Josefa Veselého.
V některých obdobích byla průchodnost narušena. Po třicátá léta byla problematická cesta kolem Sulanů, několikrát ji zneprůchodnily polomy, v roce 1940 povodeň a v roce 1947 ledy. Podstatnou část původní stezky pak zničilo napuštění Orlické přehrady v roce 1962.
Město Písek za podpory Státního fondu dopravní infrastruktury, Jihočeského kraje a Nadace Jihočeské cyklostezky po roce 2000 Sedláčkovu stezku z Písku na Zvíkov v modifikované trase o délce 35 km obnovilo jako cyklotrasu pro trekkingová či horská kola kombinovanou s pěším provozem a výhledově ji chce začlenit do 151 km dlouhé Otavské cyklostezky, vedoucí z Modravy. Akci pod názvem „Regenerace Sedláčkovy stezky“ realizují Městské služby Písek s. r. o. Do října 2006 byl upraven úsek od kynologického cvičiště po plynovou lávku, 27. 10. 2006 byla zahájena další etapa, plánovaná do konce června 2007 a zahrnující pobřežní úsek od nábřeží 1. máje v Písku k Jiráskovu mostu a okolí restaurace U Sulana (úsek od Jiráskova mostu k Sulanovi již vyasfaltována byl od dříve a renovována byla v roce 2007, rovněž nábřeží 1. máje již bylo opatřeno zámkovou dlažbou). 3,5 km dlouhý úsek od Sulana k plynové lávce byl renovovaný v srpnu až říjnu 2007 nákladem 3,4 miliónu Kč byl slavnostně otevřen v neděli 20. května 2007 za účastni nadšenců na historických kolech v dobových kostýmech. Město Písek s finanční podporou kraje při té příležitosti v roce 2007 vydalo brožuru „Sedláčkova stezka - průvodce pro pěší i cyklisty“.
Následně byla jakožto 3. etapa Otavské cyklostezky neboli stezka Portyč vyasfaltována v roce 2010 i cesta na levém břehu Otavy mezi sídlištěm Portyč a Jiráskovým mostem.

## Popis
Délka stezky byla 25 kilometrů, asi 6 hodin cesty. Počítalo se jak s projitím celé cesty, tak s nástupem ve Vráži či u stanic Vlastec nebo Vrcovice nebo napojením z dalších směrů.
Byla dimenzována pro pohodlnou chůzi dvou osob vedle sebe a v minimální výšce 4 metry nad obvyklou hladinou vody, aby byla chráněna před povodněmi. V Písku původně nevedla kolem řeky, ale zkratkou Tyršovou, Lázeňskou a Alšovou ulicí k Pazderně (dnes čistička odpadních vod u Jiráskova mostu), dále po pravém břehu, kolem Sulana a Martínka až k přívozu U Hesounů u Topělce. Zde přes přívoz přecházela na levý břeh, po němž pokračovala zbylých 5/6 trasy až na Zvíkov kolem několika mlýnů (Topinkův, Herinkův, Cajsův či Tlučkův, Smetiprachův). Za okupace do zdejších mlýnů chodili lidé z Písku pro načernou mletou mouku, proto stezka získala název „moučná“. Ve třetině cesty, u Jistce, byl přívozem dostupný pension U Nováků, ale i na levém břehu bylo občerstvení U Popelků. Dále cesta vedla kolem různých přírodních útvarů a skautského tábora, po lávce přes Lomnici, k Říčkám (soutok Lomnice a Skalice, ve dvou třetinách stezky), pak kolem vaziště vorů, kolem kostelíka svaté Anny u Štědronína. Na Zvíkov se dostávalo přívozem přes Otavu, který provozovala rodina Smrtů.